# Povijest Međimurja

## Prapovijest
Međimurje je naseljeno od najstarijih vremena, zahvaljujući pogodnim uvjetima za život. Iz kamenog doba ima više nalazišta, ali jedino dosad istraženo naselje iz tog razdoblja je Goričan. Arheolozi su puno detaljnije obradili nalazišta iz metalnih doba, pa iz tih razdoblja imamo nalaze oruđa, novca, nakita, kultne predmete, brojne keramičke predmete te u potpunosti sačuvane skelete ljudi. 
Prve ljudske naseobine na tom području mogu se pronaći u vremenu mlađeg kamenog doba, prije otprilike 7000 godina. Nije lako identificirati etničku strukturu ljudi iz tih razdoblja, tako da o nalazištu iz neolitika Ferenčica, pokraj Preloga, postoji samo legenda, koja spominje loše, nasilne ljude. U razdoblju željeznog doba plemena se mogu identificirati kao Kelti i Panoni, kasnije porobljeni od Rimljana.

## Antičko doba
U antičko doba, koje u Međimurju započinje dolaskom rimske vlasti tijekom 1. st., Međimurje ima istaknutu prometnu važnost na putu prema Panoniji, odnosno Limesu. Tako je na prijelazu preko rijeke Mure nastao najznačajniji antički lokalitet – Halikan (lat. Halicanum) - na mjestu gdje se danas nalazi Sveti Martin na Muri. U nizu vrijednih arheoloških ostataka ističu se žrtvenik beneficijarnog konzula Tita Cezernija Marcelina i brončana statua Herkula. 
Međimurje je spomenuto u spisima zemljopisca Strabona, u 1. st., kao Insula intra Dravam et Muram, (otok između Drave i Mure).

## Srednji vijek
U srednjem vijeku došlo je do stanovitog opadanja materijalne kulture, a novost predstavljaju utvrđena gradišta, od kojih će neka krajem srednjeg vijeka prerasti u naselja. Građevine koje se grade su utvrde, sakralni objekti ili seljačke kuće, sagrađene od drveta i pokrivene slamom. Česti su nalazi oružja, koje je obilježilo to razdoblje, jer Međimurjem su prolazili Avari, Mađari, Mongoli i drugi nomadski narodi, kojima je rat bio jedina vrsta privrjeđivanja.
Godina 1094. je godina utemeljenja biskupije u Zagrebu, u koju pripada i Međimurje. Od tog doba Međimurje je imalo prisne veze s novoosnovanim gradom, koje nikad nisu prestale, unatoč mnogobrojnim pokušajima da se unište. Prvi pisani dokument o Međimurju je iz 1203., kada kralj Emerik rješava porezna pitanja stanovnika Mihovljana. U tom razdoblju Međimurje je naizmjence pripadalo različitim plemićkim obiteljima, među kojima se nedvojbeno ističe poznata obitelj Zrinski. 
Tijekom trinaestog stoljeća stvorene su lokalne jezgre nekih današnjih naselja, od kojih će Čakovec postati najvažnije, zahvaljujući činjenici da gospodari Međimurja obično tamo žive. Grad Čakovec je dobio ime po Dimitriju Čaku, koji je početku trinaestog stoljeća podigao obrambene zidine, koje su žitelji 1328. godine prirodno imenovali Čakijeva utvrda. Dekretom ispostavljenim od kralja Karla Roberta, 1333., godine, utvrđena je jezgra obznanjena kao središte važnije od ostalih mjesta. Grad je kasnije dobio na dar hrvatski ban Stjepan I. Lacković, član utjecajne obitelji Lacković.

## Novi vijek
Brz razvoj Čakovca počinje sredinom šesnaestog stoljeća, radom Zrinskih, dok je posebna bila godina 1579., kada je utvrda, napučena obrtnicima i trgovcima, dobila pravo trgovati, čime je pravno obznanjena gradska struktura te je Čakijeva utvrda postala grad. Golemu je štetu Čakovcu načinio zemljotres 1738. godine. Obitelj Althan, koja je u to doba posjedovala grad, umnogome je radila na njegovoj obnovi, no 1741. požar dodatno ranjava grad. Od tog doba dvorac počinje gubiti na važnosti, dok grad s ljudima i civilnim aktivnostima počinje bivati značajniji. 
Međimurje je bilo pod vlašću različitih sila, područje s velikim vojnim značenjem na putu između Beča i Carigrada. Uspjelo se održati i u vrijeme dok je susjedno područje Ugarske (sa sjedištem u Velikoj Kaniži) bilo u 17. stoljeću pod turskom vlašću, a nakon opsade i pada tvrđave Novi Zrin na Muri prijetila najveća opasnost od Osmanlija. Osim vojnostrateškog položaja, područje je bilo na raskrižju putova, mjesto trgovine, razvoja obrta te razmjene roba i ideja. Najznačajnije je doba 16. i 17. stoljeće, za vrijeme vlasti knezova Zrinskih, hrvatskih vojskovođa i intelektualaca, koji su kraju pridonijeli materijalno i duhovno. Na kulturnom planu veliki događaj predstavlja osnivanje tiskare u Nedelišću, u 16. st. 
Nakon sloma Zrinskih i okupacije njihovih posjeda, 1671., Međimurjem su vladali ili kralj ili razni feudalni gospodari, koje je kralj odredio (markiz Turinetti di Prié, Ivan Čikulin, grofovi Althanni, Feštetići). Premda su ga Mađari već ranije svojatali, Međimurje se od 1720. godine nalazi u sastavu Ugarske. Godine 1848., ban Josip Jelačić je dana 7. rujna, nakon neuspješnih pregovora s Mađarima, izjavio rat Ugarskoj i 11. rujna s približno 50.000 vojnika prešao Dravu. Vojnim putem pripojio je Međimurje ponovno Hrvatskoj, i to pod zrinskim geslom: "Što Bog da i sreća junačka!". Ono ostaje pod hrvatskom vlašću sve do 1861.
Usprkos kasnijim nastojanjima mađarskih vlasti da suzbiju hrvatski nacionalni osjećaj, s vremenom su se javljali sve brojniji hrvatski intelektualci, koji su se zalagali za što čvršće povezivanje s Hrvatskom. U vrijeme mađarske aneksije hrvatsku nacionalnu svijest je naročito očuvala Katolička crkva, putem hrvatskih svećenika i hrvatskog jezika u bogoslužju.
Ključna djelatnost za većinu stanovništva još uvijek je poljoprivreda. Stalno se razvija i obrtništvo, koje je organizirano u cehovima. Zanimljivo zanimanje onog vremena, danas gotovo u potpunosti nestalo, je ispiranje zlata iz rijeka. Postoje i pokušaji organiziranog izvođenja školske nastave, a preokret se zbiva u terezijanskom razdoblju, kad se grade brojne školske zgrade, a posebno je vrijedno utemeljenje Visoke učiteljske škole u Čakovcu. 
Godine 1860. kraj dobiva prvu željezničku prugu, 1889. i drugu, a u 1893. uvedena je u Čakovcu gradska električna rasvjeta.
1880. godine Josip Margitaj (rođ. Jožef Majhon) je organizirao mađaronsku propagandu u Međimurju i izmišljao pojam megyimurszkog jezika koji bi bio nekakva zasebna slavenska jezična porodica i koji nije srodan južnoslavenskim jezicima. Sami Margitaj je pisao na međimurskoj kajkavštini da bi navukao stanovnike Međimurja u asimilaciju. Margitajeva djelatnost nije imala namjeru očuvati kajkavsko narječje hrvatskog jezika. 

## 20. stoljeće
Nakon pada A-U Monarhije, 1918., izbija ustanak protiv mađarske vlasti. Pljačkaju se državni uredi i razni bogataši, uglavnom trgovci i plemstvo. Mađarsko oružništvo, uz pomoć vojnika koji su se vraćali s bojišta, brzo guši pobunu te počinje sa strijeljanjem pljačkaša, ali i nedužnih ljudi. Pošto srpska vojska nije htjela prijeći Dravu, koja je bila službena crta razdvajanja, Narodno vijeće u Zagrebu je u dva navrata organiziralo protjerivanje Mađara iz Međimurja. Drugi, pod vodstvom Slavka Kvaternika, bio je uspješan.
Dana 9. siječnja 1919. održana je u Čakovcu, u nazočnosti 10.000 žitelja Međimurja, Velika narodna skupština, kada je na Franjevačkomu trgu, nakon svete mise, usvojena Rezolucija o odcjepljenju Međimurja od Mađarske i pripajanju Kraljevstvu Srba, Hrvata i Slovenaca. Taj se dan danas obilježava kao Dan donošenja Rezolucije o odcjepljenju Međimurja od mađarske države. U sastavu te države, koja je dva puta kasnije mijenjala ime, prvo u Kraljevina Srba, Hrvata i Slovenaca, a zatim u Kraljevina Jugoslavija, Međimurje ostaje sve do 1941., kada je, nakon travanjske okupacije, ista prestala postojati. U vrijeme Kraljevine SHS Međimurje je bilo dio Mariborske oblasti, sa sjedištima kotara u Čakovcu i Prelogu (1922. – 29.), zatim je dio Savske banovine do 1939. i na kraju Banovine Hrvatske. 
Niti dan od početka Travanjskog rata, Hrvati diljem Hrvatske proglašavaju Hrvatsku, a ljekarnik Košak u Čakovcu 7. travnja 1941. izdaje Proglas o preuzimanju vlasti u Međimurju. Mađarske snage ipak zauzimaju Međimurje. Četiri godine Međimurje se nalazi u sastavu Mađarske, u staroj županiji Zala, a NDH ga "konstatira" kao sastavni dio Velike župe Zagorje, s kotarskim upravama za Čakovec i Prelog u Varaždinu. Krajem Drugoga svjetskog rata, vojnom akcijom savezničkih vojski, 16. bugarske divizije koja je zauzela Čakovec 6. travnja 1945, i domaćih partizana, ponovno je vraćeno u sastav Jugoslavije, koja je tad bila komunistička, te ušavši u sastav tadašnje federalne Hrvatske, dalje dijeli njezinu povijest. Danas čini jednu od hrvatskih županija.
U 20. stoljeću u Međimurju se grade prometnice, tvornice, zgrade različite namjene, provodi se elektrifikacija, eksploatiraju se nafta, plin i ugljen. Razvijaju se kulturni, umjetnički i športski sadržaji, sva djeca se školuju, a važnu ulogu imaju i vatrogastvo i lovstvo, koji su masovnog karaktera. I u tom razdoblju Međimurje je više puta stradalo od elementarnih nepogoda: požara, suša, poplava, a specifične su nesreće u rudarskim oknima, koje su često uzimale ljudske živote. Sretna je okolnost da su suzbijene brojne bolesti razvojem medicinske zaštite i higijenskih uvjeta, a neke su, poput zloćudnog trahoma, u potpunosti iskorijenjene. Nažalost, zbog siromaštva i nerazvijenosti te k tomu velika porasta broja stanovništva, izražena je pojava masovna odlaska na rad u inozemstvo, sve do Amerike i Australije.

## Međimurje na starim zemljopisnim kartama
|  |  |  |  |  |

## Vanjske poveznice
- Kronologija međimurske povijesti  Arhivirana inačica izvorne stranice od 31. srpnja 2010. (Wayback Machine)
- 1918. godine Međimurje se oslobodilo mađarske vlasti  Arhivirana inačica izvorne stranice od 12. ožujka 2014. (Wayback Machine)